# 大河原則人
大河原 則人（おおがわら のりひと、1979年2月1日 - ）は、日本のバスケットボール審判員で、2024.7.7にJBA公認プロフェッショナルレフェリーである。日本プロバスケットボールリーグ（bjリーグ）時代はGONZO（ゴンゾー）の登録名で活動していた。
神奈川県伊勢原市出身。中学でバスケットボールを始め、秦野南が丘（現・秦野総合）高校を経て日本体育大学グリズリー時代に審判員となる。大学4年時にアメリカに渡り審判の経験を積んだ。2005年に帰国し、同年に発足したbjリーグの審判団に加わり、審判用ユニフォームのデザインにも携わった。リーグの運営会社に社員として籍を置き、自ら審判を務める他、審判員への指導の役割も担っていた。
bjリーグがNBLと統合によりB.LEAGUEに改組された後も引き続き審判員を務める。